# Лола Родригез Дијаз
Лола Родригез Дијаз (Лас Палмас де Гран Канарија, 26. новембар 1998) је шпанска глумица, модел и активисткиња за права ЛГБТ+ особа у Шпанији.

## Биографија
Рођена је 26. новембра 1998. у Лас Палмас де Гран Канарију. Са једанаест година се изјаснила као трансродна особа и као таква је препозната у школи. Уз подршку својих родитеља, започела је процес транзиције са тринаест година. Као студент психологије у Португалији је почела да се бави глумом.
Године 2015. је била прва трансродна малолетна кандидаткиња за краљицу карневала у Лас Палмас де Гран Канарију. Узор јој је била Изабел Торес, прва транс жена кандидаткиња 2005. Изабрана је за четврту деверушу. Исте године је учествовала на паради поноса где је одржала говор.
Године 2018, у оквиру заказаних догађаја мадридске ЛГБТ+ параде поноса, носила је одећу „Амстердам дуга хаљина” направљену од застава земаља у којима је чланство у ЛГБТ+ заједници нелегално. Исту хаљину је 2016. носила Валентин де Хинг.
Њена прва телевизијска и главна улога је била у серији Венено.

## Филмографија

### Филм
| Година | Назив                                               | Улога    | Референца |
| ------ | --------------------------------------------------- | -------- | --------- |
| 2021.  | Poliamor para principiantes (Polyamory for Dummies) | Клаудија | [ 9 ]     |

### Телевизијске серије
| Година     | Назив              | Улога          | Канал       | Број епизода |
| ---------- | ------------------ | -------------- | ----------- | ------------ |
| 2020.      | Венено             | Валерија Вегас | Atresplayer | 7            |
| 2020.      | Ellas              | Себе           | Atresplayer | 1            |
| 2022—2023. | Bienvenidos a Edén | Мавка          | Нетфликс    | 16           |

### Телевизијски програм
| Година | Назив                  | Канал |
| ------ | ---------------------- | ----- |
| 2015.  | Carnival of Las Palmas | Нова  |